# Peter Constantin
Peter S. Constantin (* 29. August 1951 in Cluj) ist ein rumänisch-US-amerikanischer Mathematiker, der sich mit partiellen Differentialgleichungen insbesondere in der Hydrodynamik beschäftigt.
Constantin studierte an der Universität Bukarest, wo er 1975 „summa cum laude“ sein Diplom ablegte. Er wanderte nach Israel aus, wo er 1981 bei Shmuel Agmon an der Hebrew University promovierte (Spectral Properties of Schrödinger Operators in Domains with Infinite Boundaries). 1985 wurde er Assistant Professor an der University of Chicago, wo er seit 1988 Professor ist, seit 2005 „Louis Block Professor“ und ab 2009 „Distinguished Service Professor“. Ab 2012 ist er „William R. Kenan Jr. Professor“ an der Princeton University. Er war unter anderem Gastwissenschaftler am Max-Planck-Institut für Mathematik in Bonn, am Weizmann-Institut, am Institute for Advanced Study, an der Universität Paris-Süd, an der École normale supérieure, am Mittag-Leffler-Institut, am IHES, am RIMS in Kyōto, am Institute Henri Poincaré in Paris, am MSRI, am Courant Institute of Mathematical Sciences of New York University, am Erwin-Schrödinger-Institut für Mathematische Physik in Wien und am Isaac Newton Institut in Cambridge.
Constantin beschäftigte sich unter anderem mit den partiellen Differentialgleichungen der Hydrodynamik, wie Eulergleichung, Navier-Stokes-Gleichung und mit Turbulenztheorie, zum Beispiel Dimension von Attraktoren der Chaostheorie, Intermittenz, kritischen Skalierungsexponenten in der Hydrodynamik, konvektiver Turbulenz, Fronten in reaktiven Medien wie Flammen, turbulenter Transport, Fragen der Existenz und Regularität der Lösungen, lokaler Glättung, Turbulenz-Gleichungen mit aktivem Skalar. Teilweise arbeitete er dabei mit den Mathematikern Roger Temam, Peter Lax, Ciprian Foias sowie den Chaostheoretikern und Physikern Leo Kadanoff, Itamar Procaccia zusammen. Constantin beschäftigte sich aber auch mit anderen Gleichungen der mathematischen Physik wie der Schrödingergleichung. 1994 bewies er die Onsager-Vermutung (vollständig 2017 bewiesen von Philip Isett) für Exponenten größer als ein Drittel.
1986 bis 1990 war er Sloan Research Fellow. 1994 war er Invited Speaker auf dem Internationalen Mathematikerkongress in Zürich (Some mathematical problems of fluid mechanics). 1998 bis 2004 war er Herausgeber von „Nonlinearity“. Er ist Fellow der American Mathematical Society und der SIAM. 2010 wurde er in die American Academy of Arts and Sciences gewählt, 2021 in die National Academy of Sciences.
Zu seinen Doktoranden zählt Mary Pugh.

## Schriften
- mit Foias, Temam, B. Nicolaenko: Integral manifolds and inertial manifolds for dissipative partial differential equations, Springer, Applied Mathematical Sciences Series, Bd. 70, 1988
- mit Foias: The Navier-Stokes-Equations, University of Chicago Press 1988
- Remarks on the Navier-Stokes-Equation in L. Sirovich New perspectives in Turbulence, Springer 1991
- mit Weinan E, Edriss S. Titi: Onsager’s conjecture on the energy conservation for solutions of Euler’s equation, Comm. Math. Phys., Band 165, 1994, S. 207–209
- Euler Equations, Navier-Stokes Equations and Turbulence in M. Cannone, T. Miyakawa Mathematical foundation of turbulent viscous flow, Springer, Lecture notes in Mathematics, Bd. 1871, 2005
- On the Euler Equations of incompressible Flow, Bull. AMS, Bd. 44, 2007, S. 603.
- Some open problems and research directions in the mathematical study of fluid dynamics in Björn Engquist, Wilfried Schmid (Herausgeber): Mathematics unlimited- 2001 and beyond, Springer 2001